# Hassan Hirt
Hassan Hirt (ur. 16 stycznia 1980 w Saint-Dizier) – francuski lekkoatleta specjalizujący się w biegu na 5000 metrów.
W 2007 odpadł w eliminacjach podczas światowych igrzysk wojska. Cztery lata później w Rio de Janeiro w czasie kolejnej edycji igrzysk wojska zajął ósme miejsce w biegu na 5000 metrów. Startował w igrzyskach olimpijskich w Londynie (2012) – odpadł w eliminacjach biegu na 5000 metrów, jednak jego wynik w związku z wykryciem u zawodnika niedozwolonych środków dopingujących został anulowany, a biegacz został zawieszony.
Uczestnik mistrzostw Europy w biegach przełajowych (Bruksela 2008) oraz mistrzostw świata w biegach przełajowych (Mombasa 2007, Amman 2009, Bydgoszcz 2010 oraz Punta Umbría 2011). 
Reprezentant Francji w pucharze Europy oraz medalista mistrzostw kraju. 
Rekord życiowy: bieg na 5000 metrów – 13:10,68 (6 lipca 2012, Paryż). 

## Osiągnięcia
| Rok  | Impreza                                   | Miejsce        | Pozycja      | Wynik    |
| ---- | ----------------------------------------- | -------------- | ------------ | -------- |
| 2007 | Mistrzostwa świata w biegach przełajowych | Mombasa        | 90. miejsce  | 40:47    |
| 2007 | Światowe igrzyska wojskowych              | Hajdarabad     | eliminacje   | 14:37,61 |
| 2008 | Superliga pucharu Europy                  | Annecy         | 7. miejsce   | 14:19,81 |
| 2009 | Mistrzostwa świata w biegach przełajowych | Amman          | 118. miejsce | 40:29    |
| 2010 | Mistrzostwa świata w biegach przełajowych | Bydgoszcz      | 54. miejsce  | 35:14    |
| 2011 | Mistrzostwa świata w biegach przełajowych | Punta Umbría   | 91. miejsce  | 38:05    |
| 2011 | Światowe igrzyska wojskowe                | Rio de Janeiro | 8. miejsce   | 13:25,42 |